# Porzana
Porzana (rørvagtler) er en slægt af fugle i familien vandhøns, der er udbredt med 14 nulevende arter over store dele af verden. Fem arter fra Polynesien og Australien er uddøde siden 1500-tallet.
Rørvagtler er ret små fugle med kort sammentrykt næb, der ved grunden er ret højt. Fødderne er store. De er nøgne højt op over hælen. Tæerne er meget lange og tynde. Rørvagtler lever på fugtige steder ved sumpe og søer. De svømmer og dykker godt.

## Arter
Nogle af de 14 arter i slægten Porzana:
- Plettet rørvagtel, Porzana porzana (Europa og Centralasien)
- Dværgrørvagtel, Porzana pusilla (Europa, Afrika, Asien, Australien)
- Sodbrun rørvagtel, Porzana tabuensis (Australien)
- Sorarørvagtel, Porzana carolina (Nordamerika)